# Castillo de Briones
El Castillo o Fortaleza de Briones es una fortificación militar ubicada en la localidad de Briones, La Rioja. Se estima que su construcción data del siglo XIII y de ella solo quedan las ruinas de la torre del homenaje. Junto a las murallas, forma parte del casco antiguo histórico de la localidad.  

## Historia
Antes de la fortificación en ruinas actual, se conoce que hubo otra construida en el siglo XI, en la época en la que Briones pasó a manos de los López de Haro, señores de Vizcaya. Sin embargo, pese a haberse convertido en uno de los edificios más importantes para la familia, fue destruido en 1240 por Fernando III de Castilla.En 1256, poco más de una década después, el entonces rey de Castilla Alfonso X el Sabio concedió el Fuero de Vitoria a la villa, por lo que Briones aumentó de tamaño y de población. Además, fue premiada su capacidad defensiva, hecho que se vio respaldado por la construcción de una nueva fortaleza, el actual castillo.

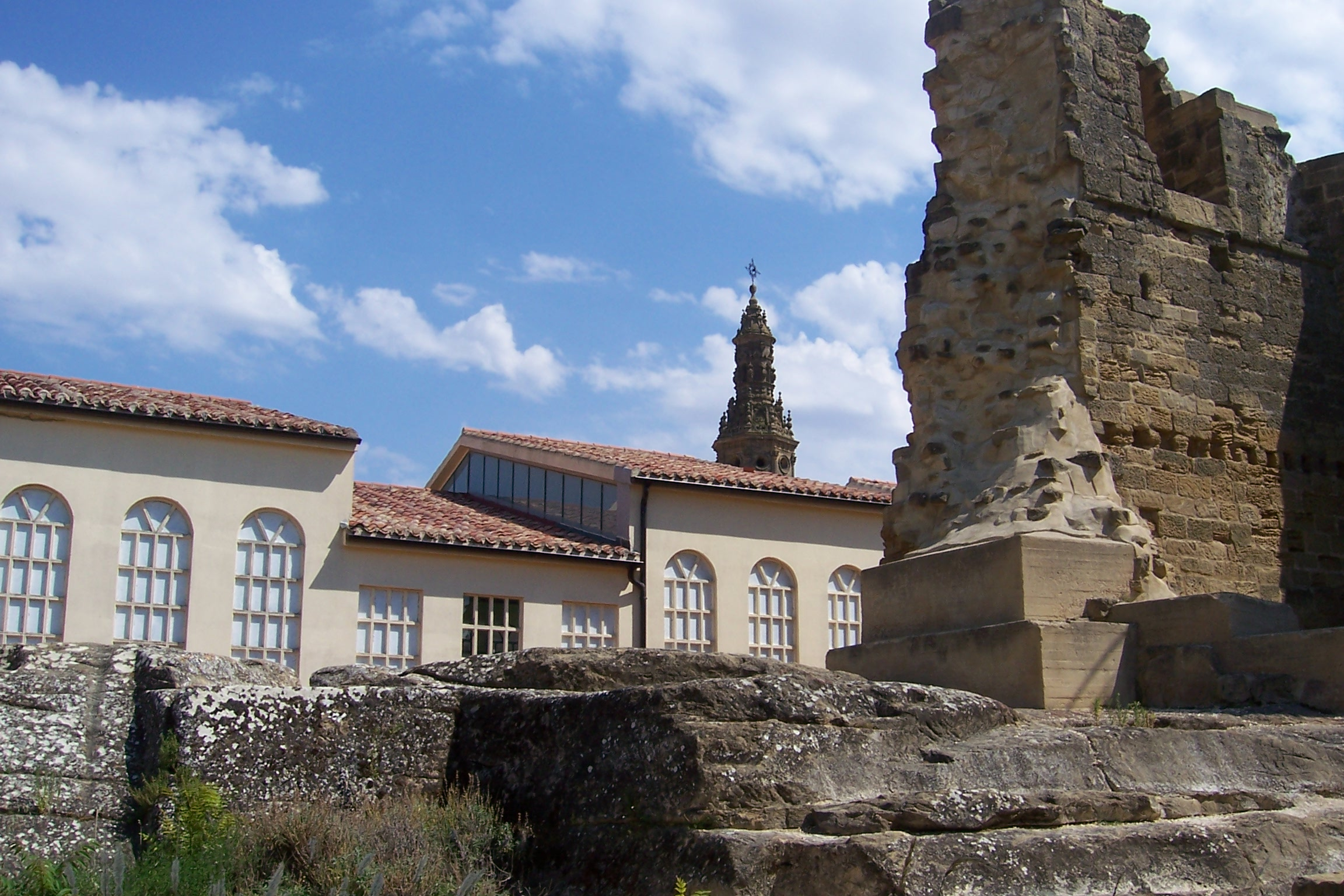
Vista de la Iglesia de Nuestra Señora de la Asunción desde las ruinas

Desde entonces, el castillo pasó por numerosas familias y señores. Fernando Alfonso de Castilla, hijo ilegítimo de Alfonso XI, tuvo su posesión hasta 1366, cuando Sancho de Castilla, hermano de Enrique II de Trastámara, se hizo con el territorio y confirmó el Fuero. Más adelante, el señorío fue heredado por su hija Leonor de Alburquerque, que estaba casada con el rey de Aragón, Fernando I de Aragón. El hijo de ambos, Juan II de Aragón y Navarra, heredó el señorío, pasando el castillo a manos de la Corona navarra. Tiempo después, el castillo retornaría al Reino de Castilla hasta 1459, cuando Enrique IV lo cede a Pedro Girón, Maestre de Calatrava. La familia sería su poseedora hasta 1818, cuando fue cedido nuevamente a la Corona.
Hacia el siglo XIX, el edificio ya se encontraba en condiciones muy desfavorables, pero todavía se podía apreciar un acceso principal al castillo, hoy en día desaparecido, en la que un arco apuntado y dos torreones a los laterales hacían de portada a la fortaleza. Entrado el siglo XX, dicha parte se terminó de derruir y el recinto fue empleado como cementerio.
El castillo se encuentra bajo la protección de la Declaración genérica del decreto del 22 de abril de 1949 y bajo la Ley 16/1985 sobre el Patrimonio Histórico Español.

## Descripción

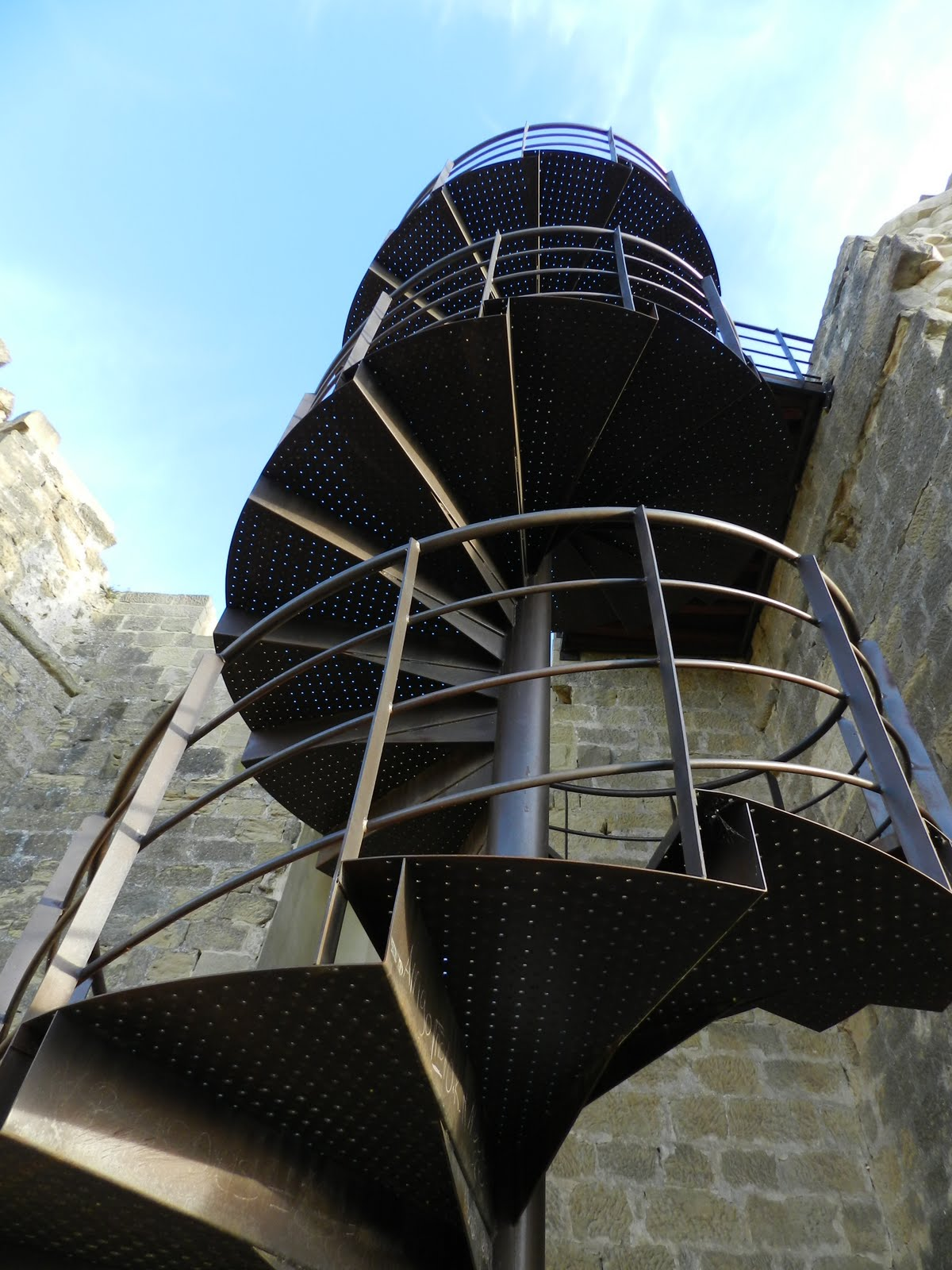
Detalle de las escaleras de acceso a la parte superior

De la fortaleza se conserva únicamente las ruinas de la torre del homenaje. Esta, de planta trapezoidal, se encuentra orientada de noreste a sureste. Solo se mantienen en pie tres muros del castillo original, y se cree que sus cornisas se encontraban originalmente flanqueadas por un matacán, hoy perdido. Los muros se apoyan en la piedra gracias a un lienzo de mampostería, sobre el que se encuentran el resto de sillares, con aparejos regulares y cuidados. Tras una reforma posterior, la torre cuenta con una escalera metálica de caracol con 49 peldaños, para poder acceder a la parte superior.